# Protodontopteryx ruthae
Il protodontotterige (Protodontopteryx ruthae) è un uccello estinto, appartenente ai pelagornitidi. Visse nel Paleocene inferiore (circa 62 milioni di anni fa) e i suoi resti fossili sono stati ritrovati in Nuova Zelanda. 

## Descrizione
Questo animale doveva assomigliare vagamente a un cormorano attuale, o forse a una sula. Era però caratterizzato, come tutti i pelagornitidi, da proiezioni ossee nel becco, simili a denti; queste proiezioni erano molto aguzze e dovevano essere utili a intrappolare i pesci. Gli "pseudodenti" erano decisamente più larghi rispetto a quelli degli altri pelagornitidi. Lo scheletro postcranico differisce notevolmente da quello degli altri pelagornitidi, solitamente dotati di ampie ali. L'omero, ad esempio, era particolarmente corto e robusto, ed era chiaramente meno adatto al volo ad alta quota continuato, tipico invece dei pelagornitidi evoluti. Protodontopteryx era il più piccolo fra i pelagornitidi.

## Classificazione
Protodontopteryx ruthae venne descritto per la prima volta nel 2019, sulla base di uno scheletro incompleto ritrovato nella zona di Waipara, in Nuova Zelanda, in terreni risalenti al Paleocene inferiore. Protodontopteryx è il più antico fra i pelagornitidi, un gruppo di uccelli vissuti tra il Paleocene e il Pliocene, dotati di ampie ali e di "pseudodenti"; alcuni pelagornitidi superavano i 6 metri di apertura alare. Un'analisi filogenetica indica che Protodontopteryx era anche il più primitivo fra i pelagornitidi. Ciò suggerirebbe che questo gruppo di uccelli si sia originato nell'Emisfero meridionale, e solo successivamente si sia diversificato e diffuso nei continenti settentrionali. 

## Paleoecologia
Protodontopteryx era probabilmente un ottimo volatore, anche se non doveva essere abituato a percorrere grandi distanze come gli altri pelagornitidi più recenti (a causa delle ali più corte); la struttura degli pseudodenti, inoltre, indica che Protodontopteryx doveva cibarsi di pesci, mentre i pelagornitidi più recenti e dotati di denti sottili erano probabilmente specializzati nella caccia ai molluschi come i calamari.